# Албанска суперлига
Албанска суперлига (на албански: Kategoria Superiore), е лигата от най-високо ниво в албанския футбол. Основана е на 6 юни 1930 под името Kategoria e Parë (Първа дивизия). Първоначално са се състезавали 6 отбора. През сезон 1998 – 99 със създаването на Kategoria Superiore отборите стават 16. Следващия сезон стават 14, а от сезон 2006 – 07 се намалят до 12. Броят 14 се връща за сезон 2011 – 12.
Само 14 пъти през всичките сезони титлата е отивала в отбори извън столицата Тирана, като 9 от тях са спечелени от Влазния Шкодра. Вечен голмайстор на първенството е Виоресин Синани с 202 гола отбелязани в периода от 1997 насам за отборите на Влазния, СК Тирана и Беса.

## Формат
Сезонът продължава от август до май. Всеки отбор играе с всеки по два пъти – веднъж като домакин и гост. Последните два отбора в класирането изпадат, а клубовете на 10-о, 11-о и 12-о играят плей-оффи за изпадане/класиране с отборите завършили на 3-то, 4-то и 5-о място в Албанската втора дивизия. Шампионът на първенството се класира за Шампионската лига, а вторият в класирането и носителя на купата на Албания се класират за Лига Европа.

### Членове за сезон 2013 – 2014
| Клуб             | Местоположение | сезон 2012 – 2013           |
| ---------------- | -------------- | --------------------------- |
| Бюлис            | Балши          | 10-о                        |
| Флямуртари       | Вльора         | 4-то                        |
| Кастриоти        | Круя           | 8-о                         |
| Кукъс            | Кукъс          | Албанска първа дивизия 2-ро |
| Ляч              | Ляч            | 7-о                         |
| Беса             | Кавая          | 9-о                         |
| Партизани Тирана | Тирана         | Албанска първа дивизия2-ро  |
| Скъндербеу       | Корча          | 1-во                        |
| Теута            | Драч           | 3-то                        |
| СК Тирана        | Тирана         | 5-о                         |
| КС Люшня         | Люшня          | Албанска първа дивизия 1-во |
| Влазния          | Шкодра         | 6-о                         |

## Шампиони по клубове
| Клуб          | Шампион | Години |
| ------------- | ------- | --- |
| СК Тирана     | 261     | 1930, 1931, 1932, 1934, 1936, 1937, 1964 – 1965, 1965 – 1966, 1968, 1969 – 1970, 1981 – 1982, 1984 – 1985, 1987 – 1988, 1988 – 1989, 1994 – 1995, 1995 – 1996, 1996 – 1997, 1998 – 1999, 1999 – 2000, 2002 – 2003, 2003 – 2004, 2004 – 2005, 2006 – 2007, 2008 – 2009, 2019-20, 2021-22 |
| Динамо Тирана | 18      | 1950, 1951, 1952, 1953, 1955, 1956, 1960, 1966 – 1967, 1972 – 1973, 1974 – 1975, 1975 – 1976, 1976 – 1977, 1979 – 1980, 1985 – 1986, 1989 – 1990, 2001 – 2002, 2007 – 2008, 2009 – 2010                                                                                                 |
| Партизани     | 16      | 1947, 1948, 1949, 1954, 1957, 1958, 1959, 1961, 1962 – 1963, 1963 – 1964, 1970 – 1971, 1978 – 1979, 1980 – 1981, 1986 – 1987, 1992 – 1993, 2018-19 |
| Влазния       | 91      | 1945, 1946, 1971 – 1972, 1973 – 1974, 1977 – 1978, 1982 – 1983, 1991 – 1992, 1997 – 1998, 2000 – 2001 |
| Скъндербеу    | 6       | 1933, 2010 – 2011, 2011 – 2012, 2012 – 2013, 2013 – 2014, 2017-18, |
| Елбасани      | 2       | 1983 – 1984, 2005 – 2006 |
| Флямуртари    | 1       | 1990 – 1991 |
| Теута         | 2       | 1993 – 1994, 2020-21 |
| Кукъс         | 1       | 2016 – 2017 |

- 1 – СК „Тирана“ и „Влазния“ имат респективно 26 и 10 титли, ако се броят тези спечелени в първенствата през 1939, 1940 и 1942 (играни през Втората световна война). Победителите от тези първенства не са признати от Албанската футболна асоциация, въпреки че са организирани от нея.